# Nádasd nemzetség

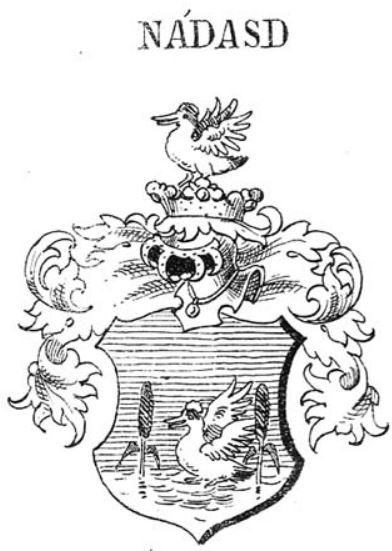
A Nádasd nemzetség címere (Siebmacher féle könyvből)

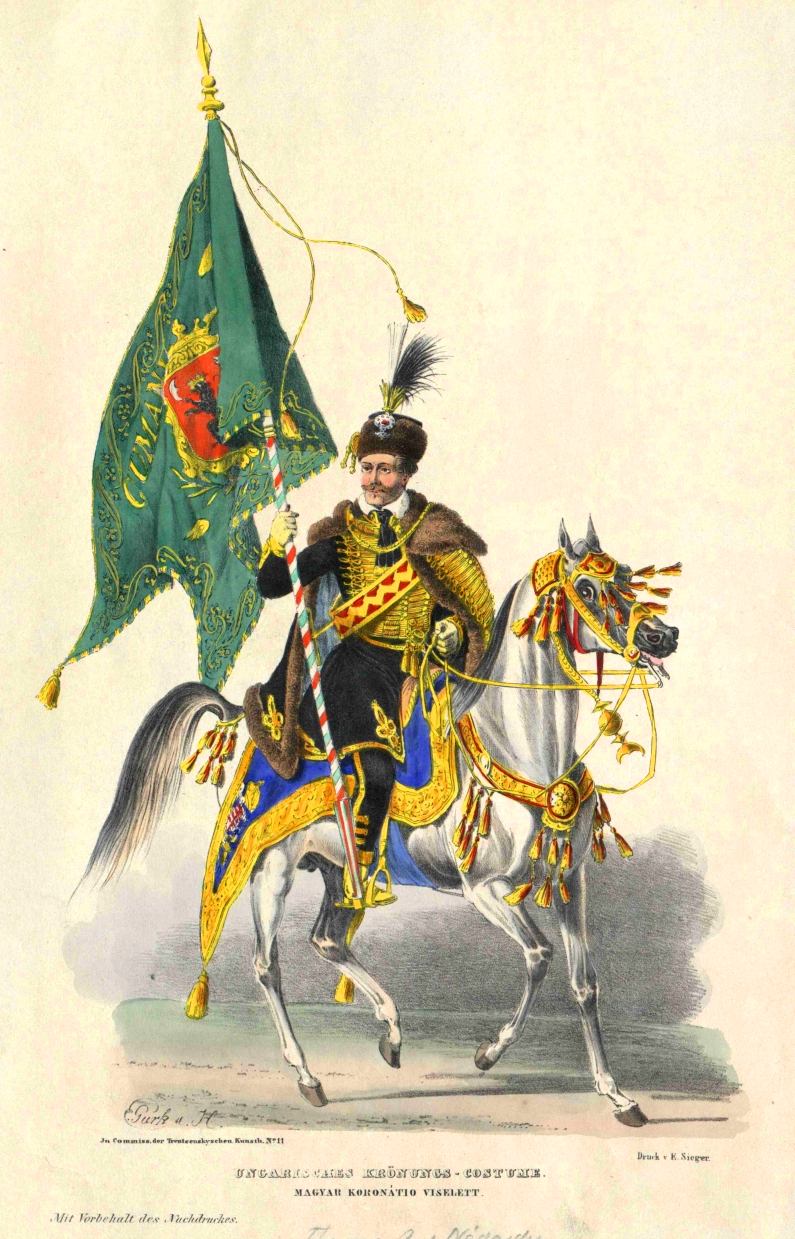
Nádasdy Tamás tábornagy (1792-1860) koronázási öltözetben

Az Árpád-kor homályából a 13. század elején előtűnt Nádasd nemzetség birtokai nagyrészt a Vasi-Hegyháton azonosíthatók be, a birtokok másik kisebb csoportja is határvidékre, a Mura mellékére esik. A nemzetség egyes ágai között ekkorra már az ősfoglalású földek felosztásra kerültek, így az egyes ágak lakóhely szerint is elkülönültek egymástól. Ez az elkülönülés jut kifejezésre a nemzetség négy ismert ágának nevében is, az egyes ágakat már a 13. században akkori lakóhelyükkel azonosították. De az összetartozás tudata – főként birtokügyekben – azonban továbbra is megfigyelhető, még a 16. században is fellelhető az ágak közötti rokonságra való hivatkozás. Ezt az összetartozást fejezik ki az egyes ágak 14. század végétől fennmaradt – kis eltérésektől eltekintve azonosnak tekinthető – heraldikai emlékei is, amelyek egy közös nemzetségi címer használatára utalnak. A kezdetben valószínűleg határvédelmi feladatot ellátó nem főrendű nemzetség későbbi, Nádasdy de Nádasd és Pethő de Gerse oldalágai jelentős befolyással bírtak nem csak a térség, hanem az egész ország történelmére is.

## A magyar nemzetségekről
A magyar nemzetségek kétségbevonhatatlan bizonyítékait krónikáink és okleveleink őrizték meg. Ezek a rokon családok szoros szövetségeként értelmezhető nemzetségek, az Árpád-kort követő oklevelekben is tanújelét adják létezésüknek, de a székelyeknél még a 16. század elején is kimutatható a nemzetségek és az azokon belüli ágak továbbélése.
A keleti népek törzsszerkezete vérségi kapcsolatok rendszerére épült, a tisztségek és méltóságok örökség útján adódtak tovább és egyes előkelő családok birtokában voltak. Így e népeknél alapvető érdek volt a közös származás gyökereinek és a családok ezen az alapon álló szoros szövetségének megőrzése. A nemzetségek okleveleikben „kijelentik közjussaikat a közös jószágokban; osztoznak egymással ezekben és mag-szakadás esetében az ág (familia) jusait törvényesen keresik a bírák előtt”.
Az államiság korai időszakában a vérségi alapokon szerveződött nemzetségeknél további összetartó erőt jelentett a sérelmekkel szembeni közös fellépés lehetősége. A nemzetségi közös osztatlan birtok, majd az abból eredeztethető, a nemzetségi tagokat megillető elsőbbségi jog a birtok megvételére még hosszú ideig fennállt. Ez a jog még a 14. század elején is oly erős volt, hogy a nemzetségi birtokot a nemzetségbeliek hozzájárulása nélkül, nemzetségen kívüli személyek nem is merték megvásárolni. A férfiágon kihalt családok birtokai a legközelebb eső nemzetségi ágon belül öröklődtek, a szabad végrendelkezésre irányuló engedélyek csak a 13. században kezdenek megjelenni és még a 14. században is nagy ellenállással találkoznak. Az összetartozást fejezték ki és erősítették, a nagy számban építtetett „nemzetségi monostorok” is.
A honfoglalás időszakában az államszervezet törzsekből és nemzetségekből, a nemzetségek pedig ágakból és nagycsaládokból álltak. Honfoglalás kori művében Konstantin bizánci császár hét plusz egy törzset, krónikáinkban: Anonymus hét törzset, Kézai Simon hét törzset és száznyolc nemzetséget, a Pozsonyi-krónika – Konstantinnal egyezően – hét plusz egy törzset, Thuróczi János pedig száznyolc nemzetséget említ.
A tribus illetve genus szóval jellemezhető honfoglaló nemzetségek számának alátámasztására a korabeli oklevelek átvizsgálása útján történtek próbálkozások. A 14. század közepéig megjelent oklevelek átvizsgálása a nemzetségek számát 180 körülire teszi – kiegészülve a mintegy 27-30 idegen eredetű (indigena) és a későbbi, már a kereszténység korában létrejött új nemzetségekkel. Az oklevelekből levont következtetések ellentmondásosak, a genus kifejezés keveredik a generatio -val, a de genere jelzővel számos esetben nem nemeseket is illettek.
A de genere és a de generationibus jelzők használatát a honfoglaló nemzetségeknél az ősfoglalású földdel való rendelkezés joga alapozta meg. Az ilyen nemzetségek a nemzetség közös telepét, az ország első felosztásakor elfoglalt – ősfoglalású – területét örökös joggal (jure haereditario) bírták. Az ilyen haereditas ellenben a donatio -val csak árulás miatt volt elvehető.
A magyar törzsi és nemzetségi rendszer a hadszervezésben és a közjogi élet többi ágaiban is alapul szolgált. A vármegye-rendszer bevezetésével a nemzetségek politikai érvénye elveszett, megszűntek azok közjogilag is alkotó elemei lenni az országnak. Az ősi jogot, ősi birtokot és ezekkel együtt a nemzetségi nevet és címet egyes ágak, vagy éppen csak egyes személyek örökölték. A nemzetségek megszűntek létezni, helyüket a kiváltságolt családok foglalták el.
Az első nyom amely a nemzetségi birtok ősi jellegének a megváltozására utal az 1222 évi aranybullában lelhető fel.

„Ha valamely nemes ember fiumagzat nélkül hal meg, birtokának negyed részét leánya kapja; a többivel azt mivelje, a mit neki tetszik.”

– 1000 év törvényei

Ez a rendelkezés azonban csak átmeneti, az Anjou-kor elején teljes visszarendeződés figyelhető meg.
A nemzetségi birtokok felosztása az 1231 évi első területosztállyal indult, amely egyben a nemzetségekből történt családképződés kezdetének is tekinthető. 1343-ban a birtokosztályban megjelenik a telekosztály, ugyanekkor kerül bevezetésre egy privilégiális jellegű adományreform is. A nova donatio nem más mint az egyenesági öröklés bevezetése (exclusis omnibus fratribus et consanquineis – fivérek és atyafiak kizárásával) egyes kedvezményezett esetekben. De az aranybulla kritikus cikkelyének 1351 évi hatályon kívül helyezésesével a nemesi birtok ősi, nemzetségi patriarchális jellege általános érvénnyel visszaállításra került.

„Kivéve egyedül a kiváltságból kizárt, előbb érintett egy czikkelyt, tudniillik ezt: "Hogy az örökösök hátrahagyása nélkül elhaló nemeseknek jogukban és szabadságukban áll az egyházak, avagy tetszésük szerint mások részére, élők közt vagy halál esetére adakozni, hagyományt tenni, birtokaikat eladni vagy elidegeniteni." Sőt ellenkezőleg, épenséggel ne legyen joguk ezt megtenni, hanem birtokaik jog és törvény szerént, tisztán és feltétlenül, minden ellenmondás nélkül, legközelebbi atyafiaikra és nemzetségeikre háromoljanak.”

– 1000 év törvényei

Az 1360 évi utolsó ismert területosztály a nemzetségekből történt családképződés végének tekinthető. Az ezt követő birtokosztályokban már kizárólag csak telekosztállyal találkozunk.
A családképződés során kialakult nemesi („ispáni”) családok lényegében ugyanúgy patriarchális nemzetségeknek tekinthetők. Míg a korábbi nemzetségeket a közös származás tudata, a nemesi családokat már inkább az egyazon birtok feletti közös rendelkezés kapcsolta össze.

## A Nádasd nemzetség besorolása
A honfoglaló törzsek és nemzetségek neveit a településnevek őrizték meg. A törzsneveket és nemzetségneveket tartalmazó településnevek földrajzi helyzetének vizsgálata a honfoglaló törzsek és segédnépeik letelepedéséről, az ország területének a honfoglalást követő felosztásáról ad tájékoztatást.

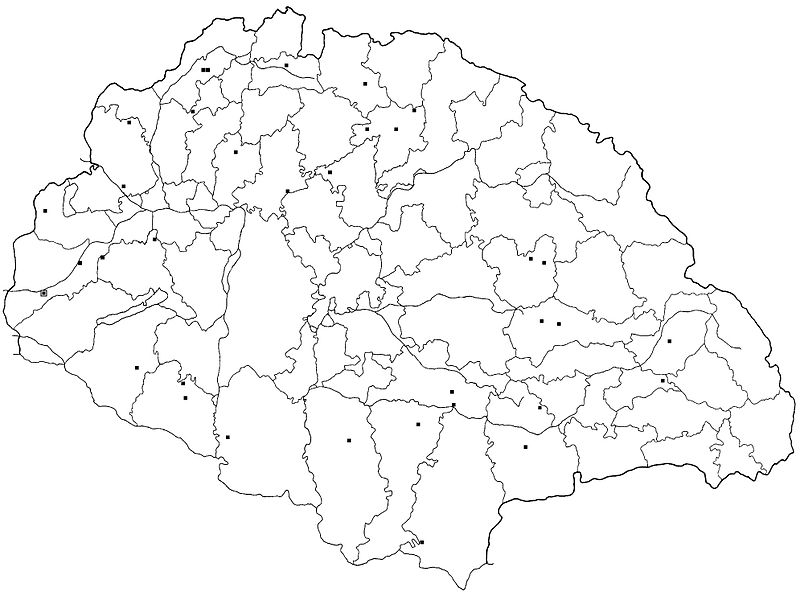
A „Nádas”- nevű települések elhelyezkedése Magyarország vármegye térképén.

A vizsgálatok szerint magyar és kabar törzsneveket tartalmazó települések heterogén csoportokat képeznek, törzsneveink mintegy kétharmada a legalább öt törzsi helynevet tartalmazó csoportokban található. Olyan csoport, amelyikben minden törzsnévhez köthető településnév előfordulna, nem található, a Nyék, Megyer és Keszi csak a kisebb csoportokból maradt ki. A csoportokban egyik törzsnév dominanciája sem mutatható ki, a törzsneveket tartalmazó helységek maximális távolsága 15 km. Ezekben a csoportokban a segédnépekhez köthető helynevek csak egyharmada található, kétharmad részük ezeken a csoportokon kívül helyezkedik el.
A Nádasd nemzetség (Nadasth) neve a nád növénynévből származik. A „Nádas”-on kívül, több növénynévből képzett nemzetségnév illetve helységnév – Almás, Diós, Egres – is kimutatható. Mivel növényekről általában lakatlan területeket – dűlőket, határrészeket – szoktak elnevezni, valószínű, hogy ezen helységeink neve az első megszálláskor lakatlan területekre telepített segédnépekkel van kapcsolatban. Így a növénynevekről elnevezett településeknek a törzsneveinkből képzett települések között kell lenniük.
A történelmi Magyarország területén 35 „Nádas”- nevű település mutatható ki. Az elnevezések nem a nádas helyekre utalnak: „Nádasd pl. épen a Sárréten nincs; ellenben a hegyek között, a hol a nád ritka, gyakran előfordul.” Elhelyezkedésüket tekintve – valószínűleg határvédelmi szerepük miatt – az ország peremkerületén találhatók. Ezen települések egyharmad része (12 település) olyan csoportba esik, amelyben 2-4 törzsi (Nyék, Gyarmat, Kér, Keszi, Jenő, Tarján) helynév is előfordul.
A segéd vagy csatlakozott népek közé sorolt – kíséreti nemzetségek – Nádasd nemzetség vezető rétege a Vasvár környéki Nádasd területén telepedett le. Ezen vas megyei településhez legközelebb eső (15 km) szomszédos törzsnevű település a Gyarmat törzsnévhez tartozik.
A nemzetség valamennyi, történeti forrásokból beazonosítható személyének származása ezen vas megyei településre vezethető vissza.
A 13. század elejére a nemzetség közös birtoka az ágak között már felosztásra került.

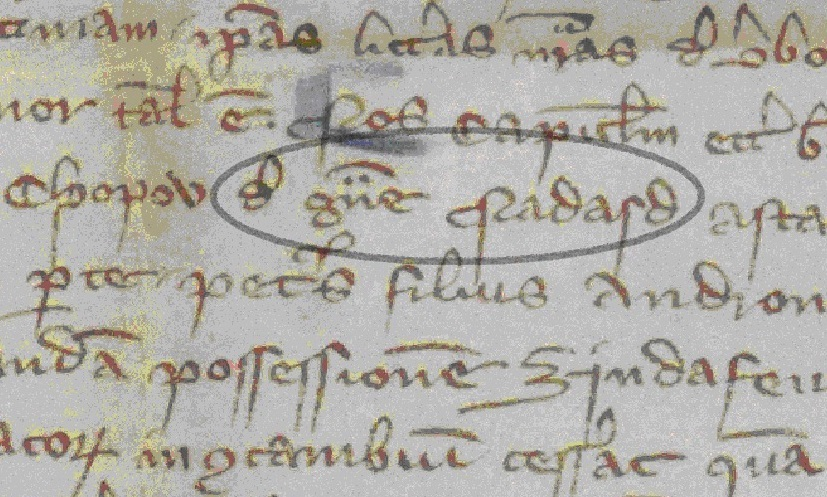
Oklevélrészlet a Nádasd nemzetségre történő hivatkozással

## A vas vármegyei Nádasd nemzetség ágai

### Darabosi ág
- Imre
  - Itemér (1233-1288)
    - Imre (1258-1293)
      - Domonkos „Agyaras” (1291-1293)

A darabosi ág nevét a Körmend melletti Daraboshegyről vette.
A darabosi ág ősei közül elsőként Itemér fia Imre tett szert nagyobb ismertségre. Aki mint V. István híve közvetített híreket „a fekete hegyek alatt csaknem fogolyként megbújva rejtőzködő" ifjabb királynak, az 1265-ben turóci fogságban lévő családjáról és közreműködött Erzsébet királyné kiszabadulásában. István udvarába IV. Béla udvarából került, ahol mint apród volt ismert, később újra Mária királyné udvarában találjuk. 1268-ban a szerb háborúban megsebesült, egyik lábát lándzsával megszúrták, a másik lábát pedig nyíllal átlőtték. 1273-ban már Erzsébet királyné udvari vitéze volt, még ez évben Kőszegi János is megjutalmazta. Fiától, Domonkostól származtathatók a nemzetség Darabos de Nádasd, Darabos de Nadasd et Dereske ágai. Az ág utolsóként hivatkozott tagja Mária (1664-1667) a galántai ágból származó báró Eszterházy Mihály felesége volt.

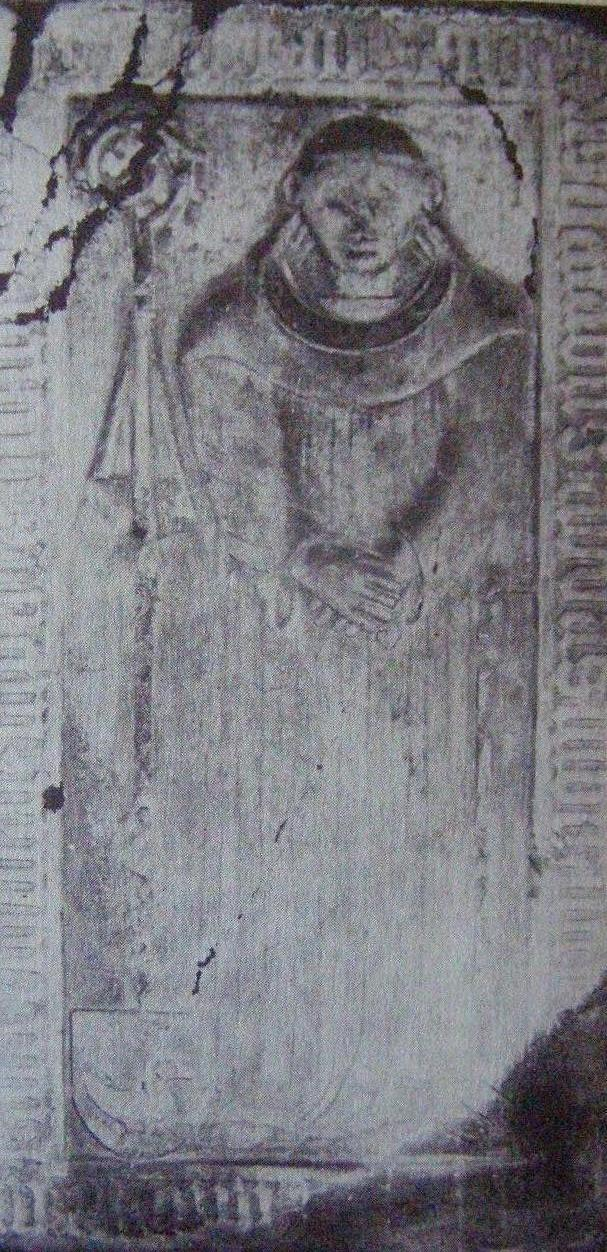
György szentgotthárdi apát sírköve

#### Birtokaik
A 14. század elejéig beazonosítható birtokok:
Nádasd, Belmura, (a mai Muraszombat helyén) Sár, Karka, Mórácz, Himfalva, Dabron, Teskánd, Orbona, Hodász, Dereske, Piriti, Tótfalu, Halogy, Tótlak, Mogyorósd, Teskánd, Ivanócz, Dolina, Bokrács.

#### Az ág nevezetesebb leszármazottai
- Lukács vasi alispán (1413-1439)
- László vasi alispán (1430-1462)
- György szentgotthárdi apát (1432-1468)
- Jakab zalai és vasi alispán (1437-1457)
- Gergely vasi alispán (1566)
- István vasi alispán (1601)

### Oszkói ág
Az oszkói ág alapítója Itemér (1236), utolsóként hivatkozott tagja Klára (1355-1378) volt. Itemér leszármazottait egy 1344 évi oklevél kivonata mondja Nádasd nembelieknek. A nemzetség ezen ága, nevét a Vasvártól délkeletre eső Oszkóról vette. Egy 1355-ben történt testvérgyilkosság miatt az ág birtokai a zágrábi püspökhöz kerültek, az oszkói ág hat generáció után kihalt. Az ágon belüli viszályra a vasvári káptalanra hagyott oszkói jobbágytelkek miatt került sor. Miklós apjának az ág vagyonát érintő – unokaöccse Beke tudta nélkül tett – végrendelete miatt kialakult ellentét során Miklós megölte unokatestvérét Bekét. A birtokok egy részét – Ivanócz, Bokrács, Dolina – a nemzetség ekkor még meglévő három ága csak 1364-ben tudta visszaszerezni.

#### Birtokaik
A 14. század elejéig beazonosítható birtokok:
Oszkó, Sár-mellék, Halogy, Tótlak, Mákva, Drugune, Kis-Kócz, Ivanócz, Mihályfölde, Kitevölgy, Nagy-Mákva, Mihalócz, Dolina, Bokrács.

### Gersei ág
- Csapó (1260 előtt)
  - András (1260-1293)
    - László (1292-1315)
      - Margit (1316-1372)

    - András (1292-1297)
    - Dénes (1292-1315)

  - Lőrinc (1260-1272)
    - Márk (1293-1297)
      - Pethő (1324-1376)

  - Andornak (1260-1272)
    - Péter (1292-1297)

A nemzetség ezen ága nevét a Vasvár melletti Gerséről (ekkor még: Gelse) vette. A gersei ág alapítójának Csapó (Chapov – lásd oklevélrészlet) tekinthető, akinek egy testvérét, Simont ismerjük – Simon feleségének hitbéréről Csapó fia András 1275-ben gondoskodott. Az ág tagjai közül András – aki 1258-ban V. István mellett a dél-stájerországi Mahrenberg (Marunberg) ostrománál tűnt ki – több adományt is kapott. 1259-ben a Domonkos-rend világi társa (confrater) lett, 1283-ban a királyi fegyvernökök ispánja. Fia László és ennek öccse Dénes családjaikkal együtt 1316-ban hatalmaskodás áldozatai lettek, a vérontásból csak László kiskorú leánya Margit menekült meg.
Gelsei László felesége a későbbi országbíró, Köcski Sándor nővére volt. A település ezen zavaros időszakban a Németújváriak tartományúri befolyása alá tartozott. A vérontásra a tartományúri befolyás alóli nyílt átállás – Köcski Sándor, Gelsei László és Dénes; Köcski Sándor 1318-ban már szentmártoni várnagy – miatt került sor. Annak, hogy a tragikus esemény után a birtokok nem Márk fiára, Pethőre szálltak, egyetlen oka lehet - mégpedig az, hogy Pethő családja ekkor még nem állt a király oldalán. Így pár évvel később az ág birtokait Magyar Pál gimesi várnagy kapta meg királyi adományként. 1324-ben a birtokokba való beiktatáskor Márk fia Pethő ellentmondással élt, de a király elé idézve ellentmondását jobbnak látta visszavonni.
Gelsei Margitot Köcski Sándor neveltette, a királyi udvarba került, ahol Erzsébet királyné egyik kedvelt udvarhölgye lett. 1332-ben Károly Róbert fiúsította – ez tekinthető az első hazai fiúsításnak – és így családja minden javainak örökösévé válhatott. Gelsei Margitot családja birtokainak új tulajdonosa Magyar Pál, a későbbi maior tuarnicorum regis vette feleségül. A későbbi oklevelek Gelsei Margitot általában „nobilis Dominae, consortis Magistri Pauli, dicti Magyar, filiae videlicet Magistri Ladislai, filii Andreae, filii Chapou de Gelse de genere Nadasth in Comitatu Castriferrei”-ként nevezik.
A nemzetség birtokaira vonatkozó igényét Pethő 1340-ben felújította, ettől kezdve Magyar Pál és felesége intézkedéseivel szemben - ősi jogára - hivatkozva folyamatosan ellentmondásokkal és tiltásokkal próbálkozott. 1346-ban a birtokviták részeként I. Lajos király előtt Magyar Pál és fia László, valamint Margit asszony és másfelől Márk fia Pethő megállapították, hogy őseiktől örökölt birtokaikat: Gelse, Makwa, Mezado, Sarfewmezado, Hodaz, Zalateluk, Pah és Derze tőlük az idők folyamán elidegenítették, ezeket azonban Károly király örökjogon Margit asszonynak adományozta. Margit asszony Makwa, Hodaz és Zalateluk birtokokat ekkor feltételesen rokonának Márk fia Pethő-nek adta.
1353 végén Gelsei Margit a budai káptalan előtt betegágyában férje és fia László beleegyezésével végrendeletet tett (Gelse, Olsár, Sarfeumézadou és Derze-t érintően) az óbudai Klarissza apácák javára. Közvetlenül ezt megelőzően, majd 1354. január elején Makuai Márk fia Pethő mester a vasvári káptalan előtt ellentmondást jelentett be ‑ eltiltotta Magyar Pált és feleségét az előzőekben érintett birtokok elidegenítésétől.
Margit asszony, fia 1354 évi halálát követően az Erzsébet királyné által alapított óbudai klarissza kolostorban, családi temetkezési helyként oltárt alapított. 1359-ben Pápocon kolostort, majd 1365-ben – férje és lánya halálát követően – prépostságot is alapított. 1357 végén a budai káptalan betegágyához kiküldött kanonokjai előtt az atyjától rá szállott szőlőjét a Gelse villában és a Gelse sessiót a Vasvár civitasban székelő domonkos barátoknak adományozta.
Gelsét érintő igényének Pethő csak Gelsei Margit 1372 évi halálát követően tudott érvényt szerezni, de ezt megelőzően 1371-ben Magyar Pál özvegye Gelsét már eladta a királynak. Pethő a birtokok egy részét 1356-ban Treviso alatt kérte vissza Nagy Lajostól. Felesége Hidvégi András, leánya Margit lett, tőlük származtatható a nemzetség Pethő de Gerse-ként ismert ága, amelynek soraiból többen is bárói rangra emelkedtek. Az ág utolsóként nyilvántartott tagja Zsigmond 1766-ban halt meg.

#### Birtokaik
A 14. század elejéig beazonosítható birtokok:
Gerse, Sár, Sárfőmézadó, Mézadó, Makva, Hodáz, Mogyorósd, a három Páh, Torvaj, Szindafölde, Pacsa, Derze.

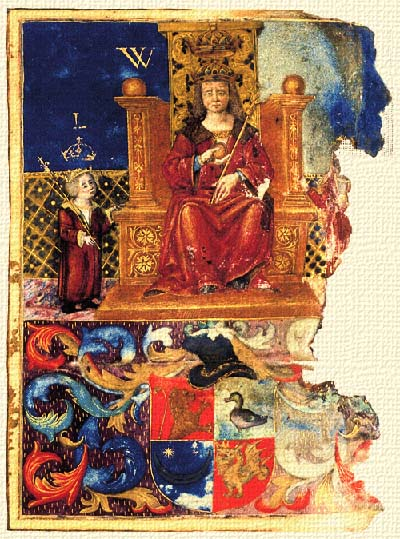
Gersei Pethő János bővített címere II. Ulászló armálisában

#### Az ág nevezetesebb leszármazottai
- György barsi alispán ( -1396 Nikápoly )
- János vasi ispán ( -1424)
- Tamás abaúji alispán ( -1430)
- László vasi és zalai ispán (1436,1441; -1456)
- Pethő (Péter) vasi ispán (1436,1441)
- Miklós pohárnokmester ( -1501)
- János ajtónálló ( -1521)
- János főpohárnokmester ( -1578)
- Zsigmond zempléni ispán, főkapitány ( -1675)
- Mihály zempléni ispán ( -1730)

### Peteneg ág
- Peteneg (1229-1233)
  - Vincló (1234-1246)

  - Varaszló (1236-1265)

  - László (1236)
    - István (1365-1291)
      - Lőrinc (1344-1377)
        - Tamás (1359-1413)
          - András zalai alispán (1389-1423)

A nemzetség ezen ága nevét az elsőként ismert személyéről, Petenadról kapta. Petenad említése először Csák Demeter országbíró 1233. évi ítéletlevelében szerepel. Az oklevél a Nádasd nemzetségbeliek közötti – Nadast illetve Nadost falu negyedrészét érintő, előzetesen pristaldált – vita ügyében hozott ítéletet tartalmazza. Petenad a későbbiekben már Petened néven szerepel. Petenad – 1233-ban serviens regis – leszármazottai, főként Varaszló és István vásárlásokkal és cserékkel birtokaikat Nádasdra és Petáncra igyekezték központosítani.
Az először ispáni megbízást kapott András unokájától, László erdélyi alvajdától és feleségétől Sankfalvi Katalintól származtatható a nemzetség Nádasdy de Nádasd-ként ismert ága. Ezen ág a későbbiekben jelentős befolyásra tett szert, kiemelkedő tagjainak élete történelemalakító tényezővé vált. A Nádasdy de Nádasd ágnak valószínűleg még ma is élnek leszármazottai.

#### Birtokaik
A 14. század elejéig beazonosítható birtokok:
Almásd, Katafalva, Mocheyfalva, Czirjákosteleke, Petáncz, Belmura, Nádasd, Kraka, Sár, Halogy, Tótlak, Oszkó, Kitevölgye.

#### Az ág nevezetesebb leszármazottai
- Osvát kanizsai várnagy (1443)

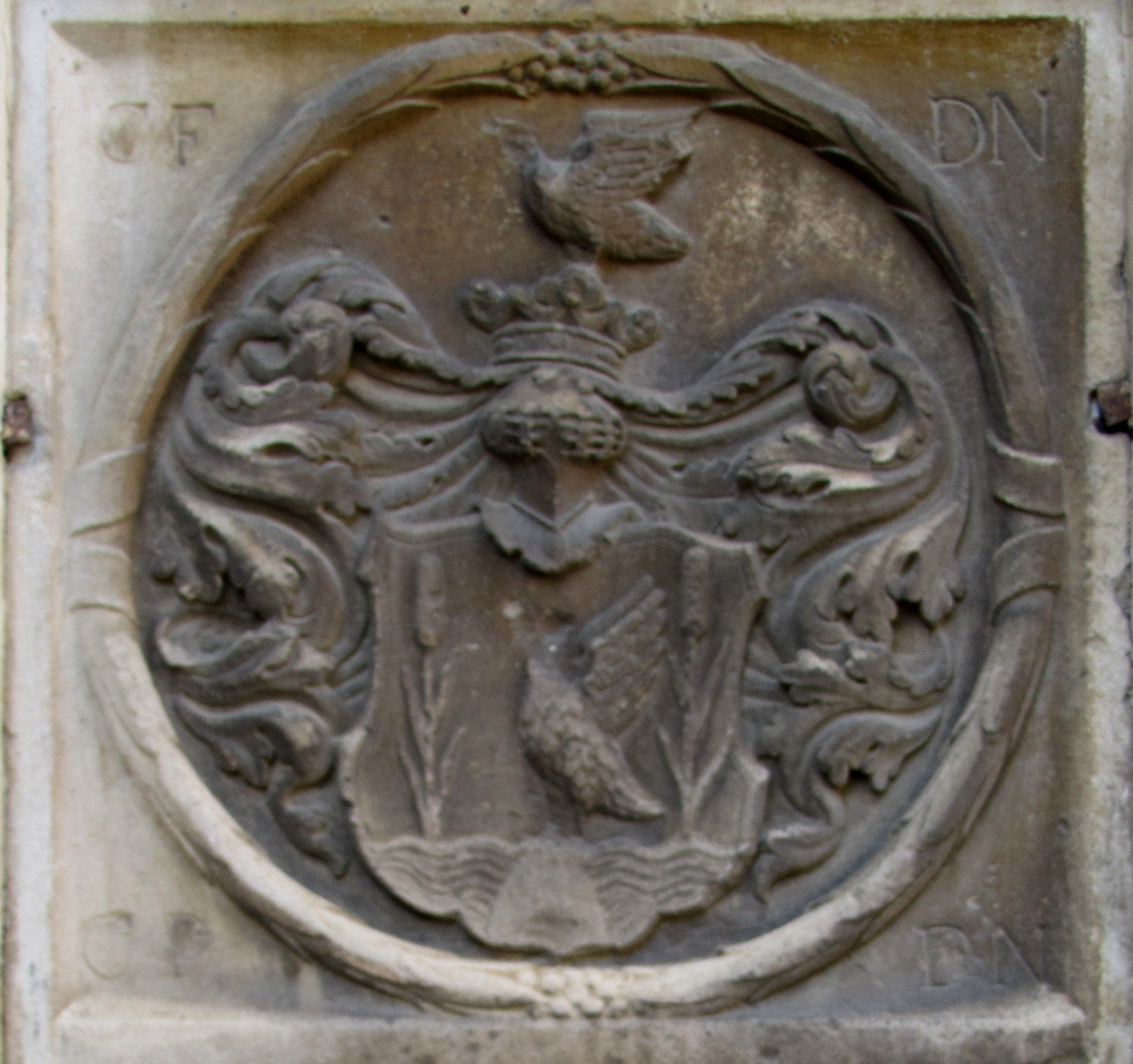
A Nádasdyak címere

- László erdélyi alvajda (1435-1482)
- Tamás budai várkapitány, horvát bán, országbíró, a királyság katonai főparancsnoka, nádor, vasi ispán (1498-1562)
- András vasi alispán (1564-1577)
- Tamás vasi alispán (1566)
- Ferenc - „fekete bég”; vasi ispán, főlovászmester (1555-1604)
- Tamás vasi alispán (1592-1619)
- Pál 1625-töl: gróf; vasi ispán, dunántúli főkapitány, főudvarmester
- Balázs vasi alispán (1646)
- Ferenc vasi, zalai és somogyi ispán, országbíró, nádor, királyi helytartó (1623-1671)
- Boldizsár vasi alispán (1648-1667)
- István vasi ispán (1669)
- Boldizsár kancellár
- Ferenc tábornagy, horvát bán (1708-1783)
- Ferenc fejéri ispán (1745-1802)
- Mihály komáromi ispán (1746-1826)
- Lipót komáromi ispán (1772-1836)
- Ferenc kalocsai érsek (1785-1851)
- Tamás tábornagy (1792-1860)
- Lipót komáromi ispán (1802-1873)
- Ferenc komáromi ispán (1842-1907)
- Tamás komáromi ispán (1870-1915)

## A Nádasd nemzetség címere

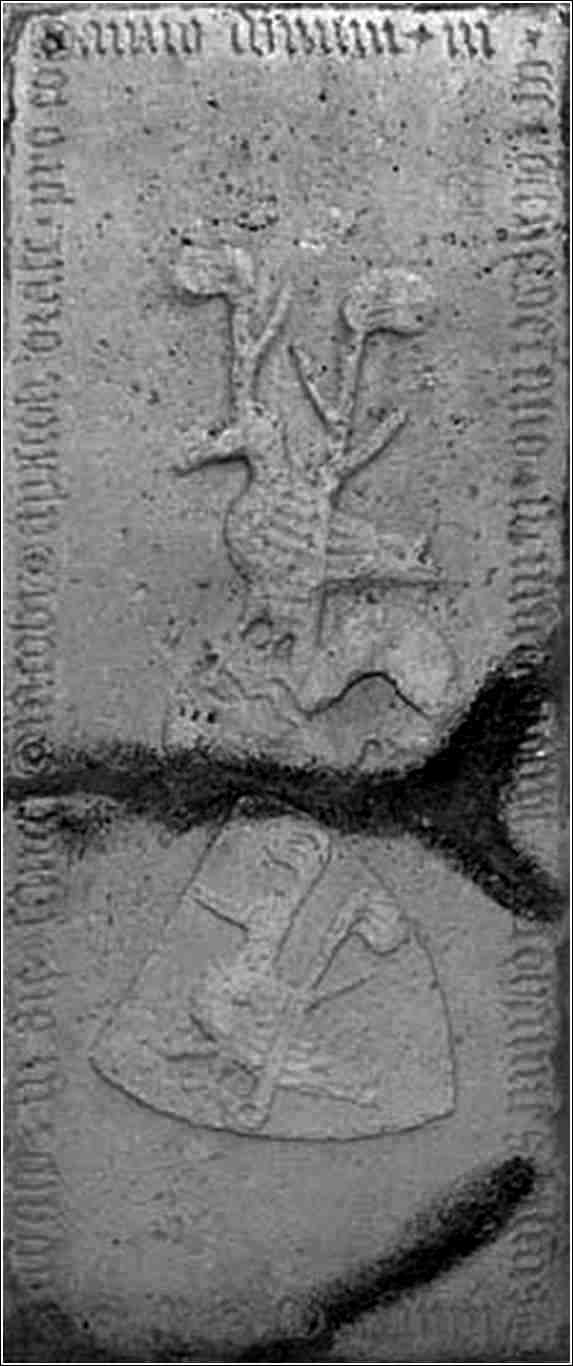
Nádasdi Lőrinc fia János sírköve 1380-ból.

Nemzetségi címerről abban az esetben beszélhetünk, ha ezen egységesnek tekinthető címer a „de genere” jelzővel jellemezhető – 14. század első felével záródó – időszakból maradt fenn.
A nemzetségekből származó középnemes családok címerei általában a 14. század után alakultak ki. Ennek fő oka, hogy a köznemességnek nem volt módja saját címeres zászló alatt hadba vonulni, illetve saját pecsét alatt hiteles okmányt kiállítani sem. Ezt a feltételezést mohácsi vész előtti címeradományozások – mintegy kétszáz armális – is alátámasztják.
A 16. századig a Nádasd nemzetség leszármazottai nem viseltek országos tisztségeket. Soraikból főként csak megyei tisztségviselők – alispánok és ispánok – kerültek ki, illetve egy-egy főúr mellett annak familiárisaként lettek ismertek. A nemzetséget érintő első heraldikai emléknek a Szentgotthárdi ciszterci apátság területén feltárt, a darabosi ághoz tartozó Lőrinc (1309-1326) fia János 1380-as sírkövén található címer és sisakdísz ábrázolás tekinthető. Ezen a jobbra dőlő címerpajzsban két nád között egy, a természeteshez hasonló ábrázolású, jobbra fordult vadkacsát látunk. A pajzsra helyezett csöbörsisakon a sisakdíszt a címerkép ismétlődése alkotja.
További középkori heraldikai tartalmú emlékek:
- András zalai ispán pecsétje (1402): erősen sérült, kivehetetlen.
- György szentgotthárdi apát sírköve (1460): egyszerű, kerektalpú pajzsban a két nád között balra fordult vadkacsa.
- Simka[m 16] (1446) pecsétje: erősen sérült, kivehetetlen.
- László erdélyi alvajda pecsétje (1466): erősen sérült, kivehetetlen.
- Darabos László pecsétje (1470): jobbra fordult vadkacsát ábrázol.
- Darabos Ferenc pecsétlenyomata (1511): csücskös talpú pajzsban két nádszál között jobbra fordult vadkacsa, lábai alatt halmocska.

Ezek az emlékek a Peteneg és darabosi ágakhoz tartozóak.
A fentiek alapján a nemzetségi címer leírása: pajzsban elhelyezett, két természetes nádszál között álló, jobbra vagy balra fordult vadkacsa.
A későbbi – már a gersei ág által is használt – címerek felépítésükben azonosnak tekinthetők, kisebb eltérések – vízen úszó, halmon álló kacsa, nádszállal, nád nélkül, csőrében tartott nádszállal – azonban megfigyelhetők.
A Csoma József által megadott címerleírás már ezen címerek figyelembevételével készült:
„E czímer : kék paizsban, két természetes nádszál között, vízen úszó vadkacsa ; sisakdísz a vadkacsa kiterjesztett szárnyakkal ; takaró kék-ezüst.”